# Christopher Berry
Christopher Berry, auch als Chris Berry bekannt (* 3. Mai in Texas) ist ein US-amerikanischer Schauspieler.

## Leben
Seit 1997 ist er als Schauspieler aktiv. Seine erste Hauptrolle hatte er in Swamp Shark – Der Killer Hai (2011). In der Serie Resurrection spielte er den Deputy Carl Enders, in Salem war er in den ersten zwei Staffeln als Petrus zu sehen.

## Filmografie (Auswahl)

### Filme
- 1997: Paradise Falls
- 1998: Mörderischer Pakt (The Lesser Evil)
- 1998: Die Zeit der Jugend (A Soldier’s Daughter Never Cries)
- 2000: The Wilgus Stories (Fernsehfilm)
- 2001: The Cure for Boredom
- 2001: Morgan’s Ferry
- 2005: Waterborne
- 2007: Todeszug nach Yuma (3:10 to Yuma)
- 2008: A Night at the Zoo (Kurzfilm)
- 2010: Knucklehead – Ein bärenstarker Tollpatsch (Knucklehead)
- 2011: Swamp Shark – Der Killerhai (Swamp Shark, Fernsehfilm)
- 2011: A Boy Named Sue (Kurzfilm)
- 2012: Killing Them Softly
- 2012: Outlaw Country (Fernsehfilm)
- 2012: Fire with Fire – Rache folgt eigenen Regeln (Fire with Fire)
- 2012: Django Unchained
- 2013: Parker
- 2013: Paradise
- 2013: The Door
- 2013: 12 Years a Slave
- 2013: Mega Alligators – The New Killing Species (Ragin Cajun Redneck Gators)
- 2013: Occult (Fernsehfilm)
- 2014: 13 Sins
- 2014: Moments the Go
- 2014: Planet der Affen: Revolution (Dawn of the Planet of the Apes)
- 2014: When the Game Stands Tall
- 2014: 99 Homes: Stadt ohne Gewissen (99 Homes)
- 2015: Demonic – Haus des Horrors (Demonic)
- 2015: Desiree
- 2015: Der Knastcoach (Get Hard)
- 2015: Der Kandidat – Macht hat Ihren Preis (The Runner)
- 2015: Man Down
- 2015: American Hero
- 2016: The Whole Truth
- 2016: Free State of Jones
- 2016: Das Duell (The Duel)
- 2016: Jack Reacher: Kein Weg zurück (Jack Reacher: Never Go Back)
- 2017: Kidnap
- 2017: Spider-Man: Homecoming
- 2017: Dark Meridian
- 2017: Three Billboards Outside Ebbing, Missouri
- 2017: Noble Creatures (Kurzfilm)

### Fernsehserien
- 1998: Dawson’s Creek (2 Folgen)
- 2000: Yes, Dear (eine Folge)
- 2006: Prison Break (eine Folge)
- 2010: The Good Guys (eine Folge)
- 2011: Treme (eine Folge)
- 2011: Memphis Beat (eine Folge)
- 2014: True Detective (2 Folgen)
- 2014: Resurrection (9 Folgen)
- 2014–2015: Salem (9 Folgen)
- 2015: American Horror Story (eine Folge)
- 2015: Zoo (eine Folge)
- 2015: Navy CIS: New Orleans (eine Folge)
- 2015–2016: The Walking Dead (2 Folgen)
- 2018: The Purge – Die Säuberung (The Purge, 5 Folgen)